# 3847 Sindel
3847 Sindel је астероид главног астероидног појаса чија средња удаљеност од Сунца износи 3,141 астрономских јединица (АЈ).
Апсолутна магнитуда астероида је 11,6.